# 용호중학교 (부산)
용호중학교(龍湖中學校)는 대한민국 부산광역시 남구 용호동에 있는 공립 중학교이다.

## 학교 연혁
- 1984년 10월 29일 : 개교, 설립인가
- 1985년 3월 1일 : 초대 황우석 교장 취임
- 1985년 3월 5일 : 제1회 입학식(707명 11학급)
- 1988년 2월 12일 : 제1회 졸업식(692명)
- 1995년 11월 2일 : 제1회 용호 종합 학예제
- 1999년 3월 1일 : 남녀공학제 실시
- 2000년 3월 1일 : 사회과 연구학교 운영
- 2004년 3월 1일 : 학습부진아지도 자율시범학교 지정
- 2005년 5월 27일 : 도서관 및 과학실 현대화 사업 완료
- 2008년 3월 1일 : 새학교 이전
- 2011년 3월 1일 : 에너지 교육 연구학교 운영
- 2015년 9월 1일 : '자유학기제 희망학교' 운영
- 2023년 9월 1일 : 제15대 서수정 교장 취임
- 2024년 2월 7일 : 제37회 졸업식(183명, 누계 14,668명 졸업)
- 2024년 3월 4일 : 제40회 입학식(187명)

## 참고 자료
- 용호중학교 - 한국교육학술정보원 학교알리미